# Tobold Corneta
Tobold Corneta (Tobold Hornbloweres en el original inglés) un personaje ficticio del legendarium del escritor J. R. R. Tolkien, cuya historia se cuenta en el prólogo de la novela El Señor de los Anillos. También llamado el Viejo Tobby, es un hobbit de la Comarca, que descubrió como domesticar la hierba para pipa de la Tierra Media (se dice que en el 2670 T.E). Este descubrimiento llevaría a su posterior cultivo en la Cuaderna del Sur en La Comarca. Se dice que sembró en su jardín las tres variedades más conocidas: la hoja del Valle Largo (por el lugar de nacimiento Tobold) Estrella Sureña y Viejo Tobby.
Estos productos mantendrían un gran prestigio aun fuera de la Comarca, donde algunos viajeros, especialmente los Enanos disfrutaban del placer de fumar tan fino tabaco. Incluso el mago Saruman llegaría a buscar esta hierba como Pippin y Merry se darían cuenta durante la destrucción de Isengard.
En versiones anteriores que Tolkien escribió sobre el prólogo de El Señor de los Anillos, Tobold era llamado Tobías.
- Datos: Q3751834